# María Santísima del Rocío (Málaga)
María Santísima del Rocío Coronada, también conocida como la Novia de Málaga, es una imagen de la Virgen María que se venera en Málaga en el barrio de La Victoria. Es la titular de la Real, Ilustre y Venerable Hermandad Sacramental de Nuestro Padre Jesús Nazareno de los Pasos en el Monte Calvario y María Santísima del Rocío Coronada, más conocida en la ciudad como Cofradía del Rocío. El Obispo de Málaga aprobó la concesión de la Coronación canónica para esta imagen en julio de 2012 y fue coronada el 12 de septiembre de 2015. Es venerada en el altar mayor de la Iglesia de San Lázaro.
La gran devoción que recibe, casi desde el mismo día que fue bendecida, hizo que la Hermandad de los Pasos pasara a conocerse como la del Rocío.

## Descripción
El autor fue el valenciano Pío Mollar Franch, que la talló en 1935, reproduciendo fielmente a la anterior Virgen del Rocío -también obra del mismo autor- que fue destruida en la quema de iglesias y conventos de 1931. Una vez finalizó el escultor la talla, fue depositada en el domicilio de sus donantes hasta el 22 de julio de 1936. En el inicio de la contienda civil, fue escondida en el número 5 de la calle Puerto hasta el mes de febrero de 1937, lo que implicó su salvación; siendo fundamental la actuación de los devotos José Pacheco Salinas y de Federico Vallés Fuentes, que pusieron en riesgo sus vidas. La imagen fue bendecida el 10 de abril (Domingo de Ramos) de 1938 en la Iglesia de San Lázaro.
Fue restaurada su policromía en 1992 por Luis Álvarez Duarte. El imaginero hispalense fue nombrado Doctor de la Virgen del Rocío, realizando labores de conservación en los años 2004 y 2010. En 2019 policromó la mano izquierda tras el quemazón sufrido durante la procesión de Semana Santa.

## Análisis artístico
La imagen de María Santísima del Rocío Coronada es una imagen neobarroca, de cuerpo entero y fina policromía. 
Manifiesta una leve inclinación de la cabeza hacia el lado izquierdo, de modo contemplativo. El bello rostro tiene como protagonistas una nariz recta, labios entreabiertos y ojos de profunda mirada. No presenta lágrimas en el rostro. Su expresión representa un término medio entre alegría y tristeza pionero en la imaginería cofrade andaluza. Presenta pelo natural y pabellones auditivos al descubierto. Manos finas, delicadas y abiertas, al igual que los brazos, dan sensación de acoger al espectador.

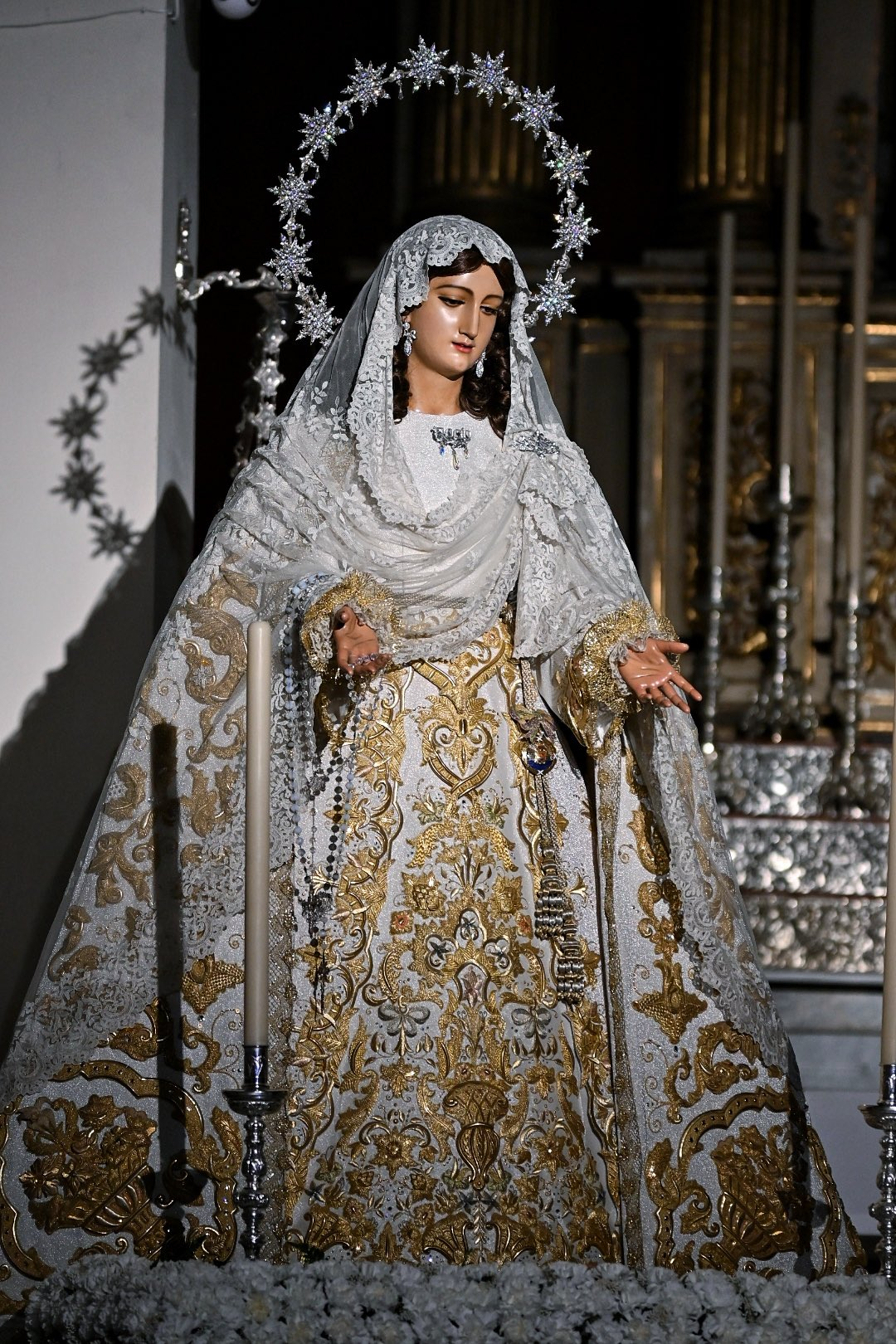
La Virgen del Rocío en andas para su traslado a su trono de Semana Santa

La imagen es más una representación gloriosa de la Virgen María que una dolorosa. La vestimentas blancas que luce durante todo el año, hace que se diferencie, aún más si cabe, del resto de imágenes de la Semana Santa andaluza. 

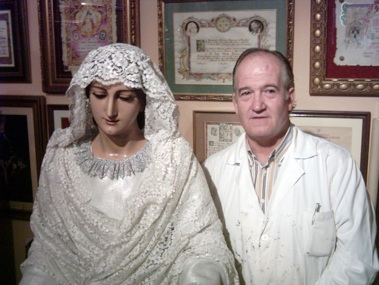
El imaginero Luis Álvarez Duarte con la Virgen del Rocío tras su restauración.

## Vestimentas
Durante el año la Virgen del Rocío luce distintas sayas y mantillas blancas y distintas preseas, si bien el estilo con el que es vestida cambia conforme al momento de culto en que se encuentra la imagen.

## Efemérides
- Es la primera imagen mariana de carácter pasionista que posee la advocación de Rocío.
- El 15 de febrero de 1938 retorna al culto público tras ser escondida en una alacena durante el periodo de guerra civil española.
- Fue bendecida el 10 de abril de 1938 -Domingo de Ramos- a las siete de la tarde en la iglesia de San Lázaro y los padrinos fueron D. Joaquín León Cabello y Doña Clotilde del Pino Ruiz.[4]
- Participa el 1 de noviembre de 1950 en la concentración de imágenes marianas en la Plaza de la Constitución de Málaga con motivo de la proclamación del dogma de la Asunción de la Virgen María.[5]
- Desde la Semana Santa de 1972, el trono de la Virgen del Rocío es adornado con cientos de claveles blancos que son donados en la tarde noche del Lunes Santo por cientos de personas en la multitudinaria ofrenda floral "Un Clavel para El Rocío".[6]
- En 1981, fue protagonista del cartel oficial de la Semana Santa de Málaga.
- La cantante Rocío Jurado acompañó a la Virgen del Rocío en numerosas procesiones de Semana Santa, llegando ser nombrada camarera de honor de la imagen.[7][8]
- El 21 de mayo de 1988, salió de forma extraordinaria en su trono de Martes Santo con motivo de la proclamación de Año Mariano por el Papa Juan Pablo II.[9]
- En 1994, el que fuera Alcalde de Málaga de 1958 a 1964, Francisco García Grana, regaló a la Virgen del Rocío la medalla de oro de la ciudad que el Ayuntamiento le concediera a título personal.
- En 2005, fue descubierto un mosaico de la Virgen del Rocío en la denominada Tribuna de los Pobres.[10]
- El 8 de diciembre de 2005, con motivo del 150 aniversario de la proclamación del Dogma de la Inmaculada Concepción, la Virgen del Rocío vistió de Inmaculada por primera y única vez.
- En 2006, la entonces Princesa de Asturias, Dª Letizia Ortiz Rocasolano aceptó el nombramiento de Camarera mayor Honoraria de la imagen.
- En 2006, y coincidiendo con el tercer centenario de la cofradía de la que es cotitular, se celebró en el Teatro Cervantes un pregón conmemorativo del 75.º aniversario de la llegada a Málaga de la Virgen del Rocío.
- También en 2006 la Virgen del Rocío fue el motivo central del cartel anunciador del Concurso Nacional de Saetas pintado por la artista canaria Dolores López.
- En 2011, fue colocada una piedra conmemorativa al paso por primera vez de la imagen por las calles San Agustín y Echegaray.[11]
- El 8 de mayo de 2011, la Virgen del Rocío salió de forma extraordinaria a presidir un altar efímero en la Plaza de La Victoria, donde recibió a la Cruz del beato Juan Pablo II con motivo de su peregrinación por las distintas diócesis de España para la divulgación de las Jornadas Mundiales de la Juventud que se celebraron en Madrid en agosto de 2011.
- El 24 de julio de 2012, fue aprobada su Coronación por el Obispo de Málaga, Jesús Esteban Catalá Ibáñez.
- En abril de 2014, el partido Equo utilizó la imagen de la Virgen del Rocío en una campaña contra el cambio climático que causó indignación entre los católicos a nivel nacional.[12]
- Fue coronada canónicamente el 12 de septiembre de 2015.
- El 28 de mayo de 2018 participó en la Magna procesión Victoria, en honor a la Patrona de la diócesis de Málaga, Santa María de la Victoria, junto a todas las imágenes de la Virgen coronadas canónicamente en la ciudad.[13]
- Su imagen fue portada de la revista La Saeta, publicada en la primavera de 2019.[14]
- Del 21 de septiembre al 18 de noviembre de 2021, participa en la muestra devocional El Verbo Encarnado en la Catedral de Málaga junto a otras doce imágenes de la Semana Santa. La Virgen del Rocío estuvo expuesta a veneración de los fieles en la Capilla del Santo Rosario.[15][16]
- Volvió a ser protagonista del cartel oficial de la Semana Santa de Málaga en el año 2025, junto al Cristo de la Redención en una obra pictórica de Juan Miguel Martín Mena.[17]

## Coronación Canónica
Ver artículo principal
La Hermandad del Rocío solicitó el Martes Santo de 2006 la Coronación Canónica de la Virgen presentando para ello un dossier ratificado por el cabildo de la Hermandad y apoyada por numerosas instituciones, cofradías y por vecinos y devotos del barrio de La Victoria. 
A principios de junio de 2012, se produce una masiva petición de la Coronación para la Virgen del Rocío a través de las redes sociales. Usando el hashtag #MalagaCoronaAsuNovia, los usuarios cofrades de Twitter lograron que el tema fuera trending topic a nivel provincial.
El 24 de julio de 2012, el Obispo de Málaga, Jesús Catalá Ibáñez, comunicó a la Cofradía del Rocío la aprobación de la Coronación Canónica.
En rueda de prensa celebrada el 4 de septiembre de 2012, la cofradía anunció que comunicará al obispado de Málaga la intención de coronar a la Virgen del Rocío el 12 de septiembre de 2015.
El Ayuntamiento de Málaga y la Pontificia, Real e Ilustre Hermandad Matriz de Nuestra Señora del Rocío de Almonte fueron los padrinos de la Coronación Canónica.

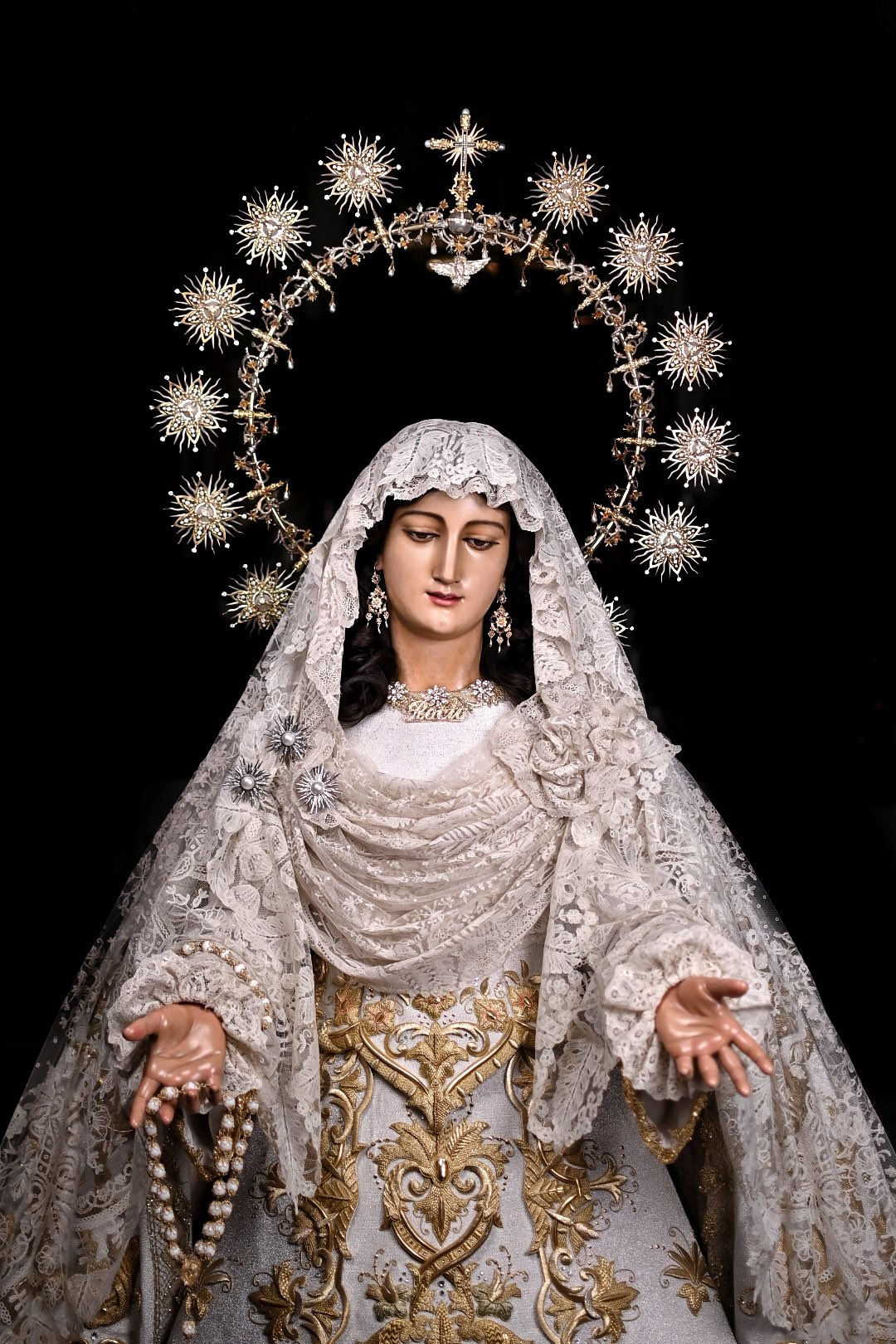
María Santísima del Rocío, Novia de Málaga, con su halo de coronación canónica.

El cartel anunciador de la coronación fue obra de Raúl Berzosa Fernández.
La ceremonia de coronación, celebrada en la Catedral de Málaga a las doce de la mañana del 12 de septiembre de 2015, fue retransmitida en directo a nivel nacional por 13TV; a varias provincias por PTV Telecom y para Málaga y provincia por Onda Azul Málaga y 101TV.

## Culto interno
La imagen de la Virgen preside la iglesia de San Lázaro desde el altar mayor durante los doce meses del año. En Pentecostés, que según el año varía entre los meses de mayo y junio, la hermandad celebra un triduo a María Santísima del Rocío.El lunes de Pentecostés, la imagen está expuesta en besamanos durante todo el día. Cada 12 de septiembre la Virgen del Rocío es expuesta a besamanos con motivo del aniversario de coronación.

## Música
Marchas dedicadas a la Virgen del Rocío:
- La Virgen del Rocío (Alberto Escámez), para Banda de Cornetas y Tambores.
- Virgen del Rocío (José Luis Cantón), para Banda de Cornetas y Tambores.
- Novia de Málaga (Gabriel Robles)
- Virgen del Rocío (Gabriel Robles)
- A la Novia de Málaga" (Antonio Oerez Funés)
- Virgen del Rocío (Ginés Sánchez)
- A ti, Rocío (Salvador Vázquez Sánchez)
- A la Virgen del Rocío (César Sánchez Cañizares)
- A la Virgen del Rocío (Gabriel Robles)
- Dios te Salve Rocío (Antonio Luis Gómez González)
- Azahar Victoriano (Sergio Bueno)
- Reina de San Lázaro (Francisco Javier Criado)
- Puerta del Cielo (Francisco Javier Criado)
- Rocío cuánto te quiero (Pascual González y David Huertas)
- Rocío Coronada (José Antonio Molero)
- La Coronación del Rocío (Francisco Javier Criado)
- Ros Coeli, Regina Mundi (José Luis Pérez Zambrano)
- Málaga corona a su Novia (Sergio Bueno)
- Coronación canónica de María Santísima del Rocío (José María Muñoz Cabrera)
- Rocío de la Victoria (Julián González Planes)
- Rocío Madre de Dios (Francisco Ruiz y Juan Carlos Ocaña)
- Rocío del Cielo (Cristóbal López Gándara)
- Música para mi Virgen (Alfonso López Cortés)
- El Amor de tu Dulce mirada (David Martín Rolando, 2024)

## Galería de imágenes

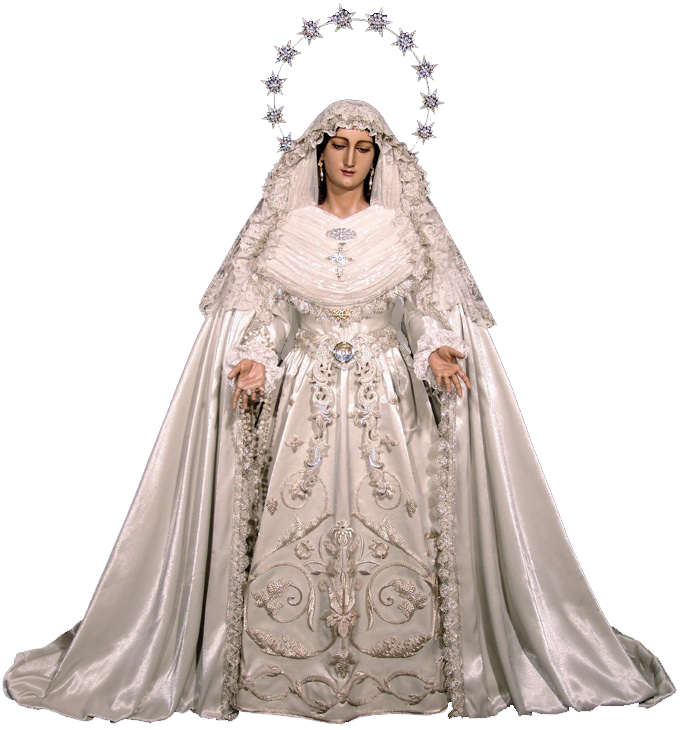
María Santísima del Rocío, Novia de Málaga.
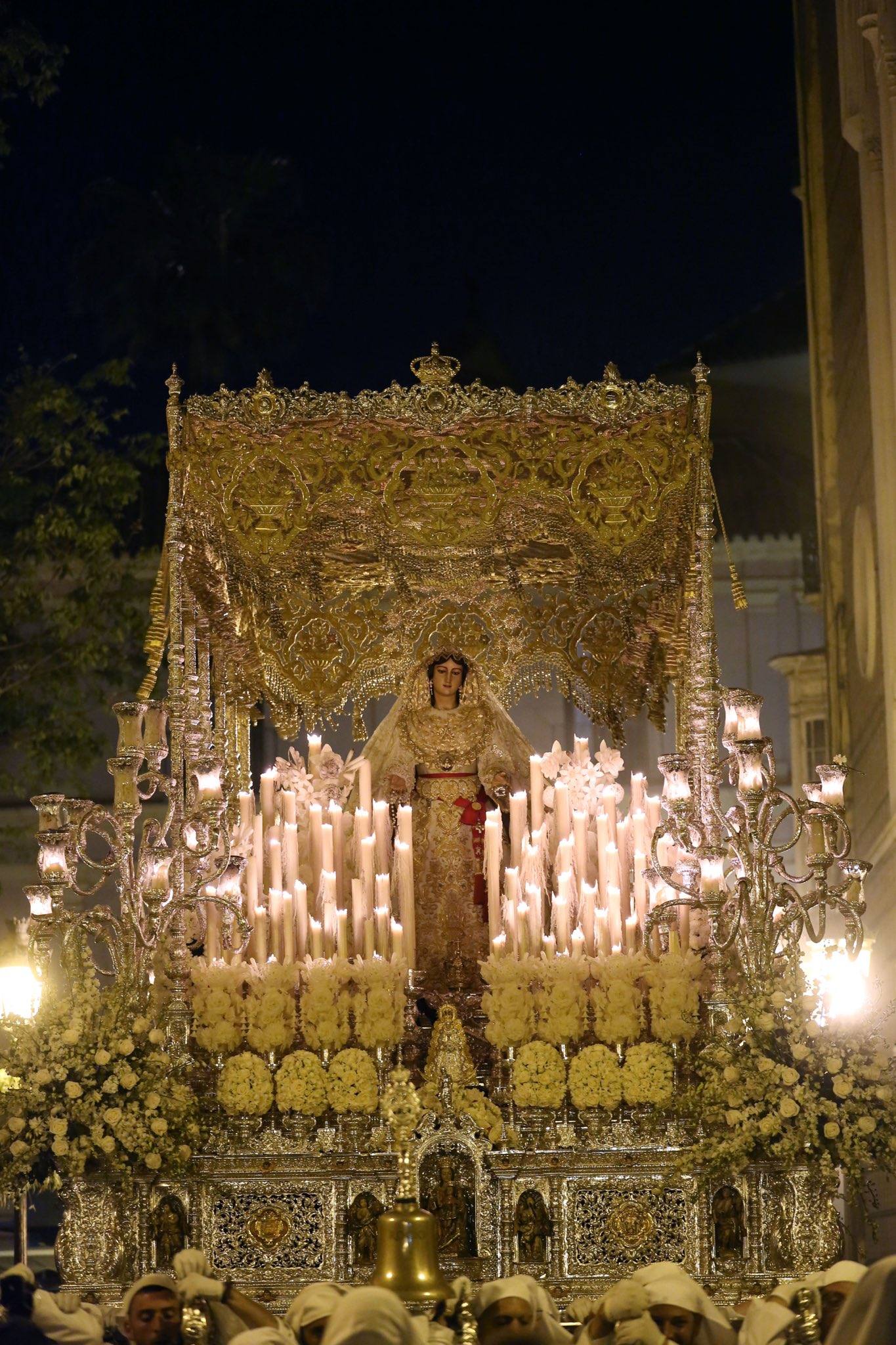
La Virgen del Rocío en su trono de Semana Santa
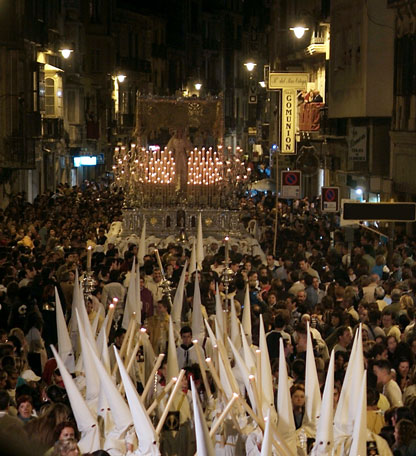
El trono de la Virgen del Rocío avanza por calle Carretería el Martes Santo de 2006.
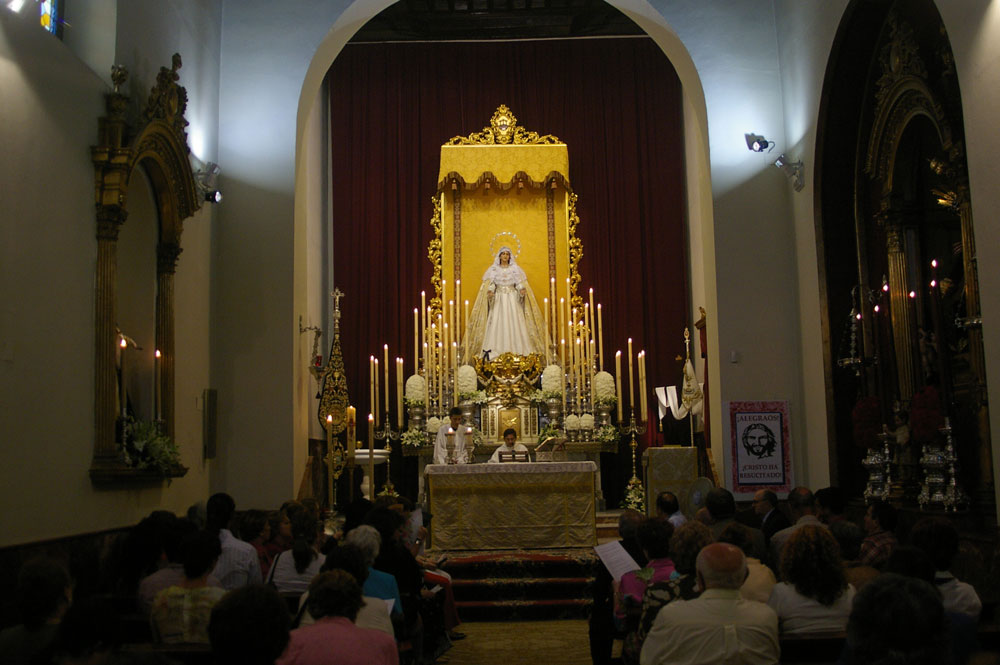
Triduo a la Virgen del Rocío en la Iglesia de San Lázaro (Málaga).
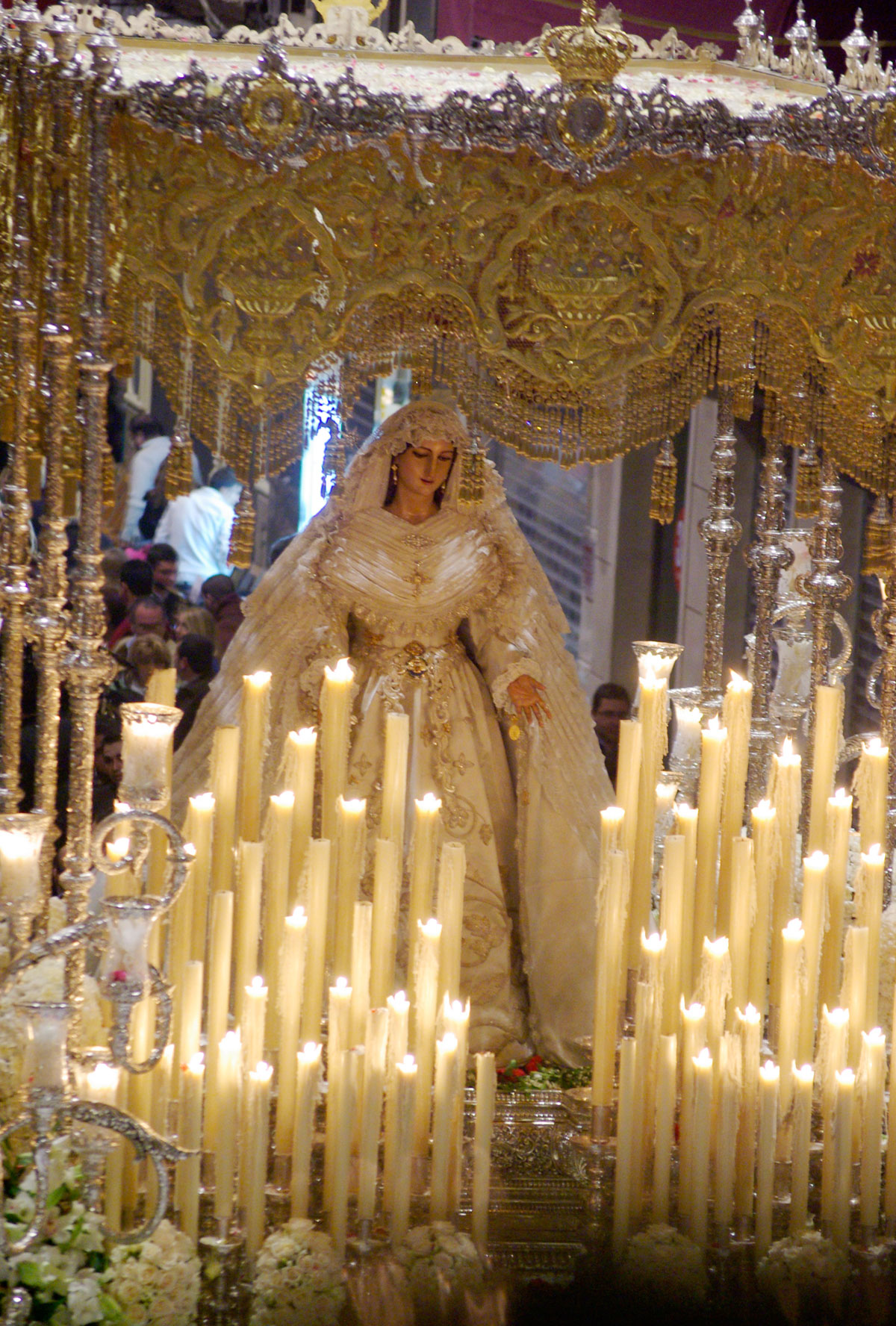
La Virgen del Rocío en su trono.